# 조커 (음악가)
JOKER(조커, 1980년 6월 9일 ~ )는 대한민국의 싱어송라이터, 프로듀서이다.

## 음반

### JOKER's Project
- JOKER's page #1 초봄무렵 (2014년)
- JOKER's page #2 사필귀정 (2014년)
- JOKER's page #3 JOKER's World (2014년)

### 정규 음반
- 정규-1집 《Kaleidoscope》2013년
- 정규-2집 《별의 노래》 2014년